# Primăria din Graz

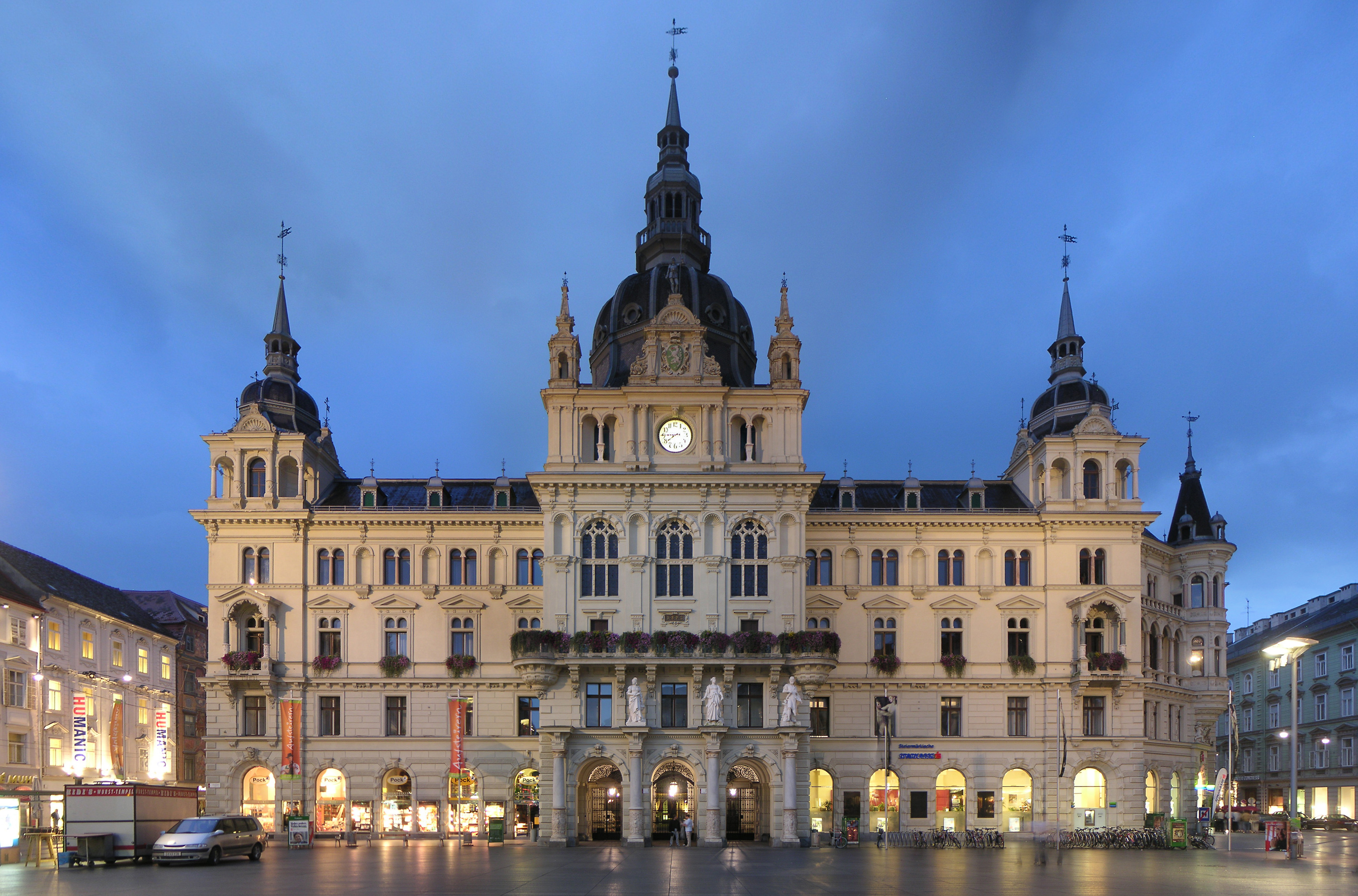
Primăria din Graz la asfinţit

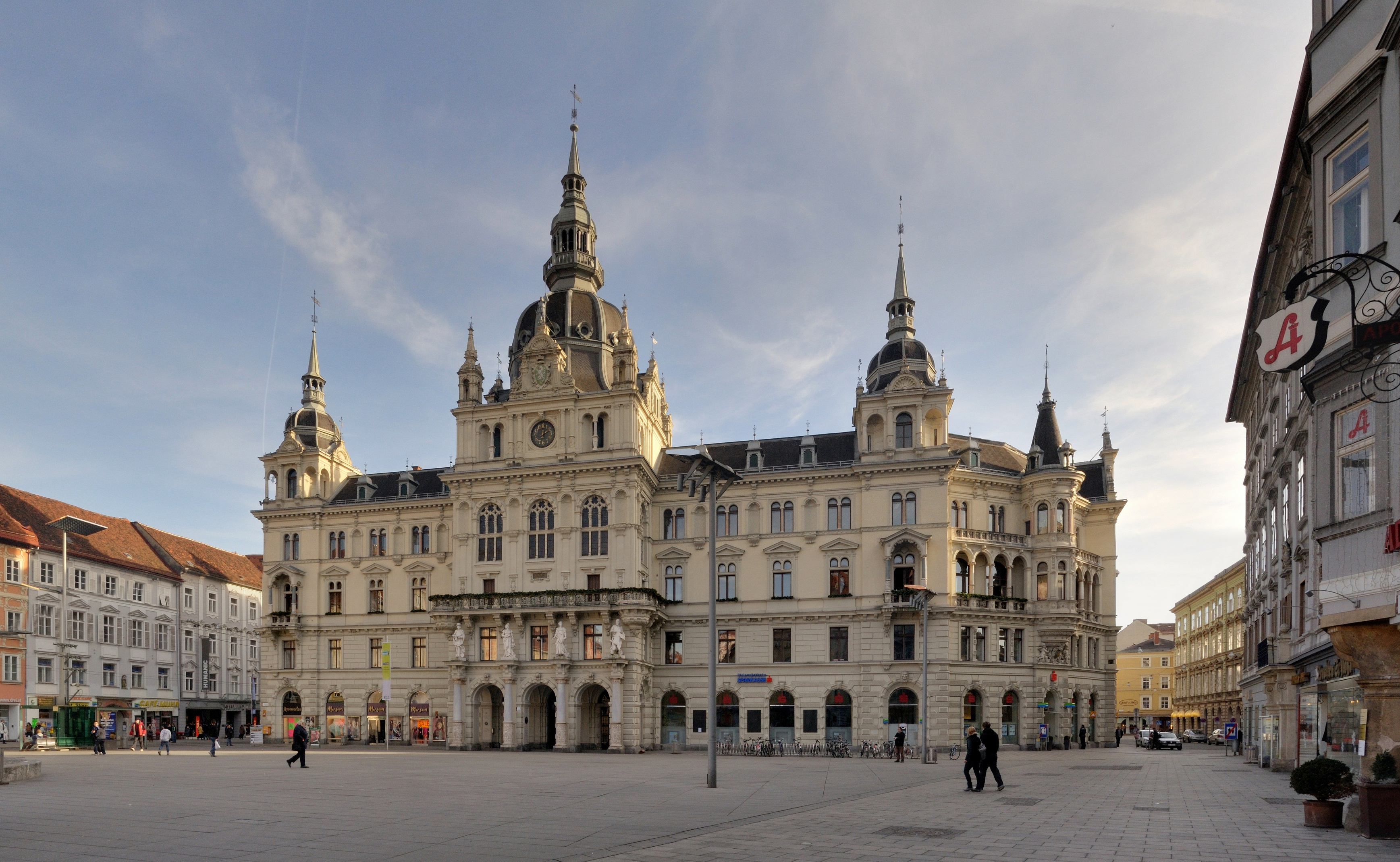
Primăria oraşului Graz

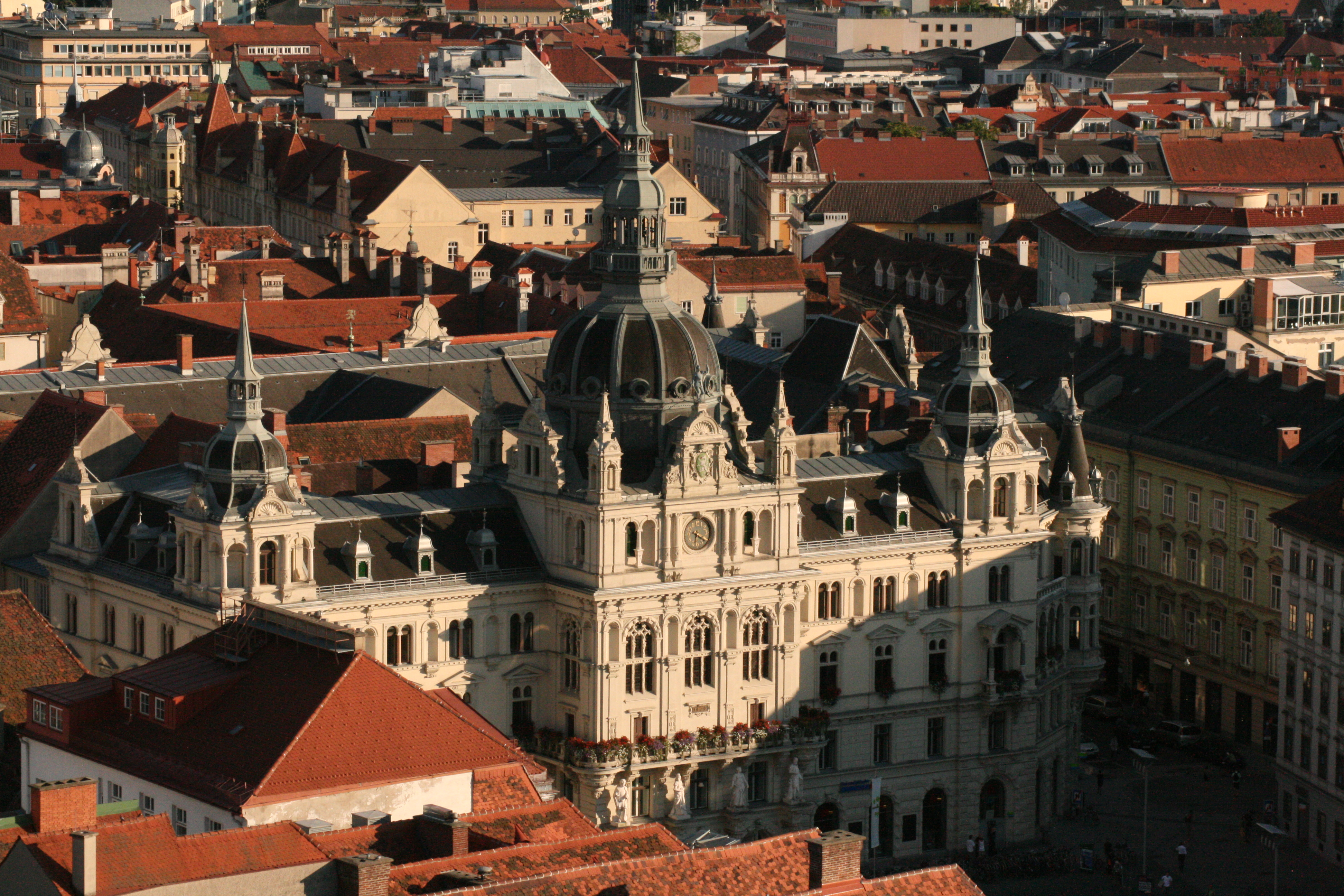
Vedere a Primăriei din castelul Schloßberg

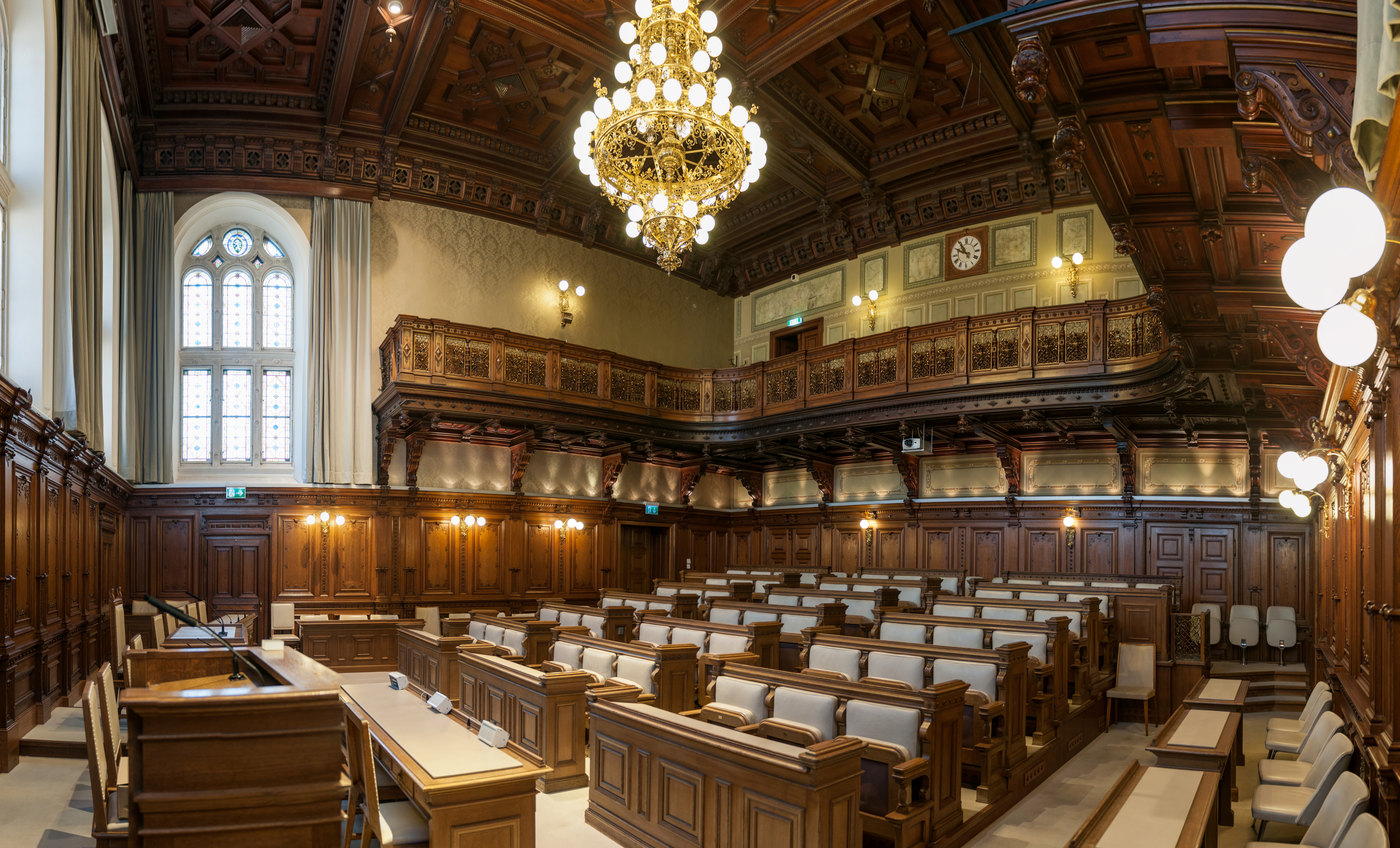

Primăria din Graz (în germană Grazer Rathaus) este reședința oficială a primarului orașului Graz, a consiliul orășenesc și a unor direcții componente ale administrației orașului.

## Fosta clădire
Prima clădire a primăriei din Graz a fost construită în anul 1450 în cartierul evreiesc. Această clădire denumită Alte Kanzlei a devenit în curând prea mică și astfel a fost construită în 1550 o clădire nouă a primăriei, în stil renascentist, pe locul său actual din piața principală (Hauptplatz). Această clădire era foarte simplă și împodobită numai cu ornamente la colțuri. În timp, ea a găzduit principala secție de poliție și o închisoare la etajul al treilea. 
În anul 1803 clădirea a fost demolată, fiind înlocuită cu o clădire nouă, în stil clasic, care a fost ridicată în perioada anilor 1805-1807 după planurile lui Christoph Stadler. Construcția noii clădiri a costat 150.000 de guldeni, care au fost strânși prin aplicarea unui impozit special pe vinul importat. Clădirea a început să fie extinsă în 1869. Cu toate acestea, necesitățile administrației locale erau în creștere, iar în 1887 a început construcția unei noi clădiri după planurile arhitecților vienezi Alexander Wielemans și Theodor Reuter, fiind incluse porțiuni ale vechii clădiri. Au fost achiziționate o parte din clădirile din jur, dar, deoarece proprietarul clădirilor de la numerele 6 și 8 a reușit să reziste cu succes în fața încercărilor de demolare, planurile nu au putut fi puse în aplicare în totalitate.

## Clădirea actuală
Forma actuală în stil istorist a clădirii corespunde în mare măsură stadiul final de dezvoltare; aripa de sud a clădirii datează din 1889, iar cea principală din 1893. Partea dreaptă are detașată un rezalit cu o cupolă centrală și turnuri de colț. Decorațiile în stil clasicist ale fațadei au fost simplificate parțial în 1922. Cele mai multe statui din nișe s-au pierdut, doar două statui din gresie (funcționari de stat) și un bust de gresie au rămas pe fațada vestică. Sculpturile au fost realizate de artiștii Hans Brandstetter, Karl Lacher, Karl Peckary, Emanuel Pendl și Rudolf Vital. Statuile din nișe reprezintă câțiva austrieci importanți (printre care și unii împărați habsburgici) și patru mari alegorii: „Arta”, „Știința”, „Comerțul” și „Industria”. Acestea au fost refăcute începând din anul 2001 și amplasate în locurile în care se aflau inițial.